# Premio Compasso d'oro 1970
Il premio Compasso d'oro 1970 è stata la 10ª edizione della cerimonia di consegna del premio Compasso d'oro.

## Giuria
La giuria era composta da:
- Franco Albini
- Jean Baudrillard
- Achille Castiglioni
- Federico Correa
- Vittorio Gregotti
- Roberto Guiducci
- Albe Steiner

## Premiazioni

### Compasso d'oro
| Designer                                                     | Prodotto                                                                                      | Azienda                                       | Immagine |
| ------------------------------------------------------------ | --------------------------------------------------------------------------------------------- | --------------------------------------------- | -------- |
| Ettore Sottsass, David Higgins Lawrence e Mogg John Lawrence | Elaboratore elettronico G 120                                                                 | Honeywell information Sistems Italia - Milano |          |
| Ettore Sottsass, Hans Von Klier                              | Addizionatrice elettrica Olivetti Summa 19                                                    | Olivetti - Ivrea                              |          |
| Mario Bellini, Sandro Pasqui                                 | Calcolatrice scrivente da tavolo Olivetti Logos 270                                           | Olivetti - Ivrea                              |          |
| Alberto Rosselli e Isao Hosoe                                | Pullman da grande turismo Fiat Meteor                                                         | Fiat                                          |          |
| Francesco Mazzucca e Ufficio Progetti Elvi                   | Sistema per analisi multiple semiautomatiche ad unità operatrici a ciclo programmato Elvi 390 | Elvi - Milano                                 |          |
| Claudio Conte e Leonardo Fiori                               | Sistema di prefabbricati P63                                                                  | Prefabbricati Pasotti                         |          |
| Afra Scarpa e Tobia Scarpa                                   | Poltrona Soriana                                                                              | Cassina                                       |          |
| Joe Colombo                                                  | Condizionatore d'aria                                                                         | Candy                                         |          |
| Roberto Sambonet                                             | Pesciera e contenitori in acciaio inossidabile                                                | Sambonet                                      |          |
| Rodolfo Bonetto                                              | Apparecchio automatico per microfilms                                                         | BCM - Milano                                  |          |

### Premi alla carriera
- Gillo Dorfles
- Brionvega
- Editoriale Domus
- Edizioni di Comunità